# Catalase
 (septembre 2021).
Si vous disposez d'ouvrages ou d'articles de référence ou si vous connaissez des sites web de qualité traitant du thème abordé ici, merci de compléter l'article en donnant les références utiles à sa vérifiabilité et en les liant à la section « Notes et références ».
Une catalase (du grec kataluein, « dissoudre ») est une oxydoréductase héminique qui catalyse la dismutation du peroxyde d'hydrogène en eau et dioxygène :
2 H2O2 → O2 + 2 H2O
Ces enzymes sont formées de quatre chaînes polypeptidiques d’environ 500 résidus d'acides aminés, comportant chacune une molécule d'hème. Ces hèmes et leur environnement protéique sont les sites actifs de l'enzyme. Pour catalyser la réaction, l’atome de fer de l'hème réalise une coupure hétérolytique de la liaison O-O du peroxyde d'hydrogène, créant de ce fait une molécule d’eau et un groupe Fe(IV)=O hautement oxydant ; ce dernier peut ensuite oxyder une autre molécule de peroxyde d'hydrogène pour donner du dioxygène. Ce processus est illustré plus spécifiquement par les équations suivantes : 
H2O2 + Fe(III)-E → H2O + O=Fe(IV)-E ;
H2O2 + O=Fe(IV)-E → H2O + O2 + Fe(III)-E.
Avec une vitesse maximale de 200 000 réactions catalytiques par seconde, elle est une des enzymes les plus efficaces connues. Sa vitesse de réaction ne semble en effet limitée que par la diffusion, c’est-à-dire par la vitesse limite avec laquelle les molécules parviennent au site actif de l'enzyme.
Chez les eucaryotes on la trouve dans le peroxysome des cellules pour la catalase A et dans le cytosol pour la catalase T.
On trouve la catalase chez tous les organismes aérobies (eucaryotes, bactéries et archées aérobies).

## Usage en microbiologie

Structure atomique de la catalase (PDB 1DGB) avec les atomes de fer mis en évidence

Cette enzyme est utilisée en bactériologie systématique pour l'identification des bactéries. Il s'agit de mettre en contact une colonie de la bactérie à étudier en présence d'eau oxygénée (à 10 volumes). Une effervescence (dû à un dégagement de dioxygène) signe la présence d'une catalase.
Les bactéries anaérobies strictes ne possèdent pas d'enzymes détruisant le peroxyde d'hydrogène provenant des mécanismes aérobies et ne peuvent donc cultiver en aérobiose.
La plupart des bactéries à Gram négatif cultivant en aérobiose possèdent une  catalase (catalase +). La recherche de la catalase sur ce type de bactéries ne présente donc aucun intérêt, sauf un sérovar de Shigella dysenteriae.
Pour les bactéries à Gram positif, la recherche de cette enzyme permet de différencier :
- les bactéries des genres Staphylococcus, Listeria, Corynebacterium et Micrococcus (catalase +) ;
- des bactéries des genres Enterococcus, Streptococcus, Pediococcus, Lactococcus et Leuconostoc (catalase -).

### Technique
- Sur une lame de verre propre, déposer une goutte de H2O2 avec une pipette pasteur, puis la mettre en contact avec une colonie isolée, prélevée directement avec une anse plastique à usage unique. Il ne faut pas utiliser une anse en "platine" pouvant catalyser la réaction (il est possible de vérifier son inactivité dans une goutte d'eau oxygénée sans bactéries)[5] :
  - si des bulles de dioxygène se forment, la bactérie possède la catalase ;
  - si rien n'est observable, la bactérie ne possède pas l'enzyme.

Il est déconseillé de faire ce test à partir d'un bouillon de culture ensemencé, car l'enzyme est peu produite dans un milieu anaérobie.
Parfois la réaction positive est difficile à observer car les bulles d'oxygène crèvent trop vite. Un ajoutant à l'eau oxygénée un peu d'agent tensioactif (Tween ou même liquide pour vaisselle) on stabilise les bulles bien plus faciles à observer.
En cas de doute sur le résultat, recommencer avec une plus grosse colonie. Il est ensuite possible, en combinant les résultats avec ceux d'autres tests (Gram+, Gram-), de faire des hypothèses sur le type de bactérie.
Il faut éviter de prélever les colonies sur une gélose au sang frais, car le sang a une activité catalasique (risque de "faux positif").

### Rôle du test «catalase» dans l'identification d'une espèce
Ce test est important pour la première orientation dans l'identification d'une souche pure bactérienne Gram positive. L'identification sera poursuivie, en fonction de la coloration de Gram, par une galerie appropriée.

## Marqueur biochimique
La catalase « CAT » est un marqueur biochimique de la défense contre des antioxydants. Elle joue un rôle dans la détoxication d'organismes contaminés par des métaux lourds, notamment étudié chez la moule pour le cuivre, le cadmium et le plomb par exemple, pour lesquels on a montré une corrélation positive entre l'activité CAT et le degré de pollution du milieu par ces métaux. Ces derniers s'accumulent chez la moule proportionnellement à la concentration environnementale, induisant une augmentation des excrétions azotées et phosphorées et du relargage, remarquable, de métaux bioaccumulés. Ce processus améliore la protection antioxydante de moules déjà exposées aux métaux. Plus la moule est contaminée par des métaux toxiques, plus son activité CAT est élevée, et inversement, une décontamination des moules se traduit par une diminution de l'activité CAT. La catalase peut donc être utilisée comme biomarqueur de défense antioxydant et bioindicateur « sensible, rapide et efficace » de la qualité et de la santé d'un environnement aquatique.